# Funmi Iyanda
Olufunmilola Aduke Iyanda (nascida em 1971, Nigéria), mais conhecida como Funmi Iyanda, é uma apresentadora de talk show, locutora, produtora de cinema e TV, executiva de mídia, filantropa, jornalista e blogueira. Ela produziu e apresentou um talk show, New Dawn with Funmi, que foi ao ar na rede nacional de televisão por mais de oito anos. Funmi Iyanda se tornou uma das personalidades da TV mais assistidas da Nigéria. Funmi é a diretora executiva da Ignite Media, agora OYA Media. Em 2011, Funmi Iyanda foi homenageada por sua série na web, pelo Fórum Econômico Mundial, e foi nomeada uma das "20 mulheres mais jovens e poderosas da África" pela Forbes.

## Vida pregressa
Funmi Iyanda nasceu em 27 de julho de 1971, na cidade de Lagos, na Nigéria, na família de Gabriel e Yetunde Iyanda. Seu pai era de Ogbomoso (cidade do estado de Oió, sudoeste da Nigéria) e sua mãe era de Ijebu-Ode (Sudoeste da Nigéria). Ela cresceu na área de Lagos Continental; no entanto, sua mãe morreu quando ela tinha sete anos. Ela frequentou a Escola Primária African Church Princess, Akoka (subúrbio de Yaba, no estado de Lagos na Nigéria); e a Escola Herbert Macaulay em Lagos, na Nigéria, para sua educação primária e a Escola Internacional Ibadã (terceira maior cidade em população da Nigéria) para sua educação secundária. Ela então foi para a Universidade de Ibadã, onde se formou como Bacharel em Geografia.

## Bom Dia NigériaeJornalismo Esportivo
A incursão de Funmi na televisão começou quando ela começou a produzir e apresentar o Good Morning Nigeria (Bom dia, Nigéria), um programa de televisão no horário do café da manhã. Os segmentos "Heroes" (heróis), que exaltava a conquista de membros merecedores da sociedade, e "Street Life" (Vida na Rua), que, ao contrário de muitos programas da época, saíam às ruas em busca de histórias convincentes de interesse humano nigeriano.
O programa enfocou as injustiças sofridas pelos nigerianos, principalmente os membros vulneráveis, como mulheres e crianças. O show foi veiculado pela rede de televisão nacional.
O primeiro show que ela ancorou foi chamado MITV Live, produzido por Segun Odegbami e Tunde Kelani. Ela também explorou sua profunda paixão por esportes ao entrar no mundo do jornalismo esportivo. Ela trabalhou em um documentário para a Copa das Nações Africanas de 2006 e cobriu a Copa do Mundo de Futebol Feminino de 1999, os All Africa Games no Zimbábue, bem como os Jogos Olímpicos de 2000 e 2004 em Sydney (Austrália) e Atenas (Grécia).

## Novo Amanhecer com Funmi
New Dawn with Funmi (Novo Amanhecer com Funmi) começou em 2000 e funcionou diariamente no NTA 10 Lagos. O sucesso do programa tornou-o o programa produzido de forma independente mais antigo da Nigerian Television Authority (NTA - Autoridade de Televisão da Nigéria).
Funmi Iyanda também escreveu colunas regulares na revista Tempo. Na ocasião, ela ainda atua como colunista convidada da Revista Farafina. Ela também escreveu para PM NEWS, The Punch, Daily Trust e Vanguard Newspapers.

## Fale Com Funmi
Em 2010, após uma pausa de dois anos, Funmi voltou às telas com Talk with Funmi (TWF - Fale com Funmi), programa de televisão dirigido por Chris Dada. O Talk With Funmi viaja por toda a Nigéria, de estado a estado, capturando pessoas e conversas em todo o país.

## Meu país: Nigéria
Em 2010, Funmi Iyanda concluiu a produção de My Country: Nigeria (Meu país: Nigéria), um documentário em três partes comemorando o 50º aniversário da independência do país, que foi ao ar no BBC World Service. Lagos Stories (Histórias de Lagos), um dos episódios do documentário foi posteriormente nomeado na categoria de "Melhor Documentário de Notícias", no Festival de Televisão de Monte Carlo de 2011, em Mônaco.

## Chopcassava
Em 2012, Funmi Iyanda e seu parceiro criativo Chris Dada lançaram Chopcassava.com, uma série da web documentando os protestos contra o subsídio de combustível, que ocorreram em Lagos, na Nigéria, em janeiro de 2012. Impossibilitada de ser exibida na TV nigeriana, a websérie apresenta uma visão privilegiada dos protestos de Lagos, nos quais pessoas de todas as classes saíram às ruas exigindo a reversão do aumento de 117% no preço da gasolina. Foi indicada na categoria websérie de não-ficção no BANFF World Media Festival 2012, em Alberta, no Canadá.

## Vida pessoal
Funmi Iyanda é membro do African Leadership Institute, Tutu Fellow e participante do ASPEN Institute's Forum for Communications and Society.
Em 2012, ela foi homenageada pelo governador do estado de Lagos, Babatunde Raji Fashola, por seu compromisso com a defesa de gênero ao retornar de uma jornada de cinco dias de defesa da ONU no Monte Kilimanjaro, montanha mais alta da África. A escalada foi organizada pela ONU para aumentar a conscientização global sobre sua campanha para acabar com a violência contra mulheres e meninas e reuniu alpinistas de mais de 32 países africanos em uma jornada histórica de defesa do Monte Kilimanjaro.
Funmi Iyanda atuou no Conselho da Farafina Trust e na Positive Impact Youth Network. Ela participou da série de protestos Occupy Nigeria, em janeiro de 2012. Os protestos eram para resistir à implementação da política governamental de remoção de subsídios aos combustíveis.
Funmi Iyanda foi homenageada pelo ex-governador do estado de Lagos, Babatunde Fashola, pela parceria com a Organização das Nações Unidas (ONU), juntamente com outras mulheres africanas ao escalar o monte Kilimanjaro como forma de conscientizar para a campanha pelo fim da violência contra a mulher e a menina na África.

## Reconhecimento
2014 - Reconhecida como uma das 100 mulheres mais inspiradoras do ano, indicadas pela BBC.